# Da Uzzano
Da Uzzano è stata una nobile famiglia fiorentina.
Capostipite fu Ranuccio dei Migliorelli, vissuto nel XIII secolo e signore del castello di Uzzano di Greve in Chianti, i cui discendenti presero il nome da Uzzano. La famiglia si stabilì a Firenze nel 1313.

## Personaggi illustri
- Ranuccio (XIII secolo)
- Guccio (?-1342 ca.), banchiere

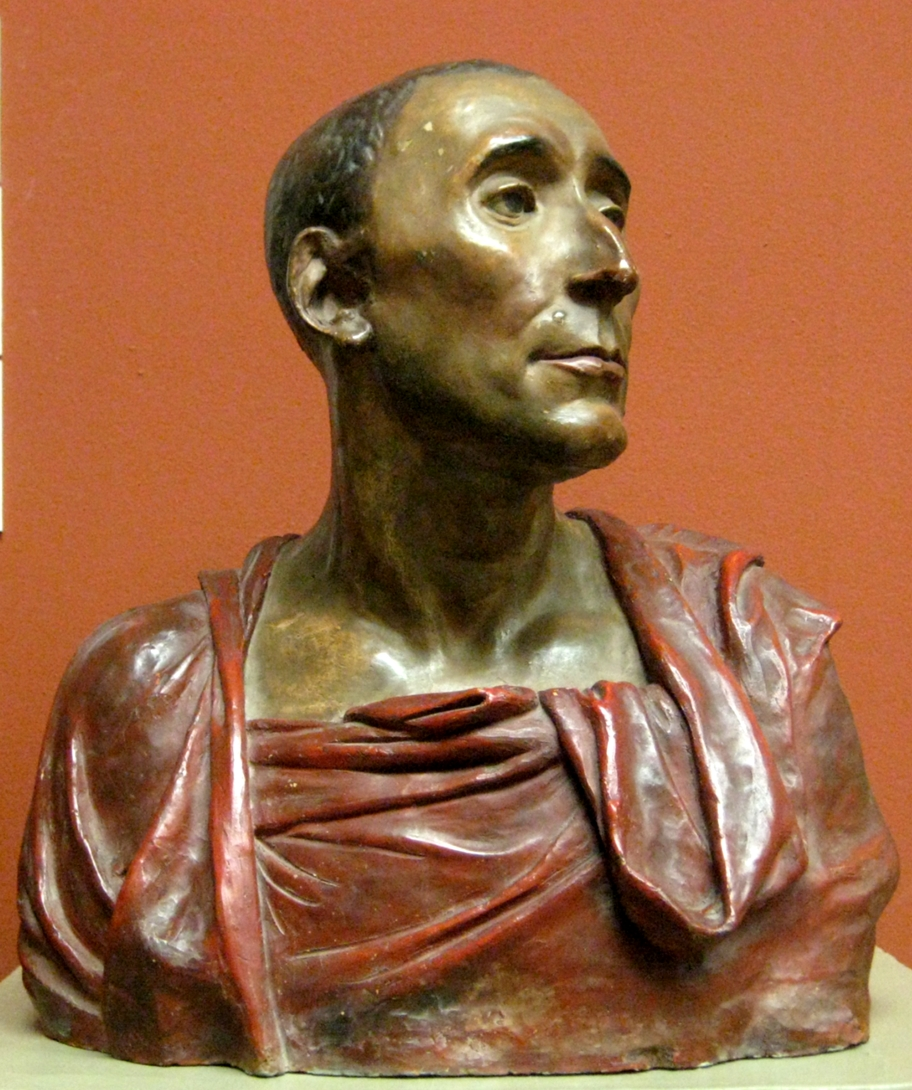
Busto di Niccolò da Uzzano

- Giovanni (?-1374), primo priore della famiglia nel 1363 e 1366
- Girolamo (?-1390), religioso e generale dei Camaldolesi
- Antonio (?-1400), banchiere
- Angelo (?-1422), fratello di Niccolò, fu priore nel 1400, 140 e 1423
- Niccolò da Uzzano (1349-1431)
- Giovanni da Uzzano o Giovanni di Bernardo da Uzzano (1420  - ), banchiere

## Proprietà
- Castello di Uzzano
- Palazzo Capponi alle Rovinate